# Старі орли
«Старі орли» (нім. Alte Adler) — самоназва німецьких льотчиків, які до початку Першої світової війни (1 серпня 1914) здобули ліцензію пілота згідно правил Німецької авіаційної асоціації.
Загалом були 817 «старих орлів». Останній живий «орел», Мартін Галлер, помер в 1994 році.

## Відомі «старі орли»

### 1910
- Август Ойлер (1 лютого 1910)
- Ганс Граде (1 лютого 1910)
- Пауль Енгельгард (15 березня 1910)
- Еллері фон Горріссен (21 квітня 1910)
- Фрідолін Кайдель (27 квітня 1910)
- Еміль Жаннін (27 квітня 1910)
- Адольф Беренд (3 травня 1910)
- Ойген Вінчірс (7 травня 1910)
- Роберт Телен (11 травня 1910)
- Отто Ліндрайнтнер (14 червня 1910)
- Теодор Шауенбург (22 червня 1910)
- Еріх Тіле (6 липня 1910)
- Габріель Пулен (15 липня 1910)
- Еріх Лохнер (15 липня 1910)
- Герман Дорнер (25 липня 1910)
- Зімон Бруннгубер (6 серпня 1910)
- Ойген фон Тарночі (30 серпня 1910)
- Генріх Гас (12 вересня 1910)
- Гельмут Вільберг (15 вересня 1910)
- Бруно Яблонскі (28 вересня 1910)
- Густав Отто (4 жовтня 1910)
- Бруно Ганушке (8 жовтня 1910)
- Генріх Елеріх (21 жовтня 1910)
- Принц Генріх Прусський (19 листопада 1910)
- Бруно Вернтген (13 грудня 1910)
- Вільгельм Гофф (13 грудня 1910)
- Бенно Кеніг (29 грудня 1910)

### 1911
- Фердинанд фон Гіддессен (17 січня 1911)
- Карл Вільгельм Віттерштеттер (17 січня 1911)
- Бруно Бюхнер (3 лютого 1911)
- Альберт Рупп (17 лютого 1911)
- Георг Шендель (17 лютого 1911)
- Вальтер Макентун (7 березня 1911)
- Карл Каспар (27 березня 1911)
- Гельмут Гірт (27 березня 1911)
- Райнгольд Янов (10 квітня 1911)
- Ганс Фолльмеллер (15 травня 1911)
- Пауль Швандт (20 травня 1911)
- Зігфрід Гоффманн (20 травня 1911)
- Густав Шульце (29 травня 1911)
- Антон Фоккер (7 червня 1911)
- Граф Луїтпольд Вольффскель фон Райхенберг (6 липня 1911)
- Йозеф Зувелак (30 серпня 1911)
- Віллі Фіш (9 вересня 1911)
- Карл Крігер (12 вересня 1911)
- Меллі Безе (13 вересня 1911)
- Альфред Пічкер (13 вересня 1911)
- Карл Ріттер (30 вересня 1911)
- Всеволод Абрамович (9 жовтня 1911)
- Генріх Люббе (6 листопада 1911)

### 1912
- Альфред Фрідріх (11 січня 1912)
- Гергард Зедльмайр (20 лютого 1912)
- Віллі Розенштайн (14 березня 1912)
- Шарль Бутар (4 квітня 1912)
- Густав Твер (18 квітня 1912)
- Карл Монс (7 травня 1912)
- Едуард Дрансфельд (10 травня 1912)
- Бруно Лангер (17 травня 1912)
- Ернст Шлегель (20 травня 1912)
- Пауль Зенге (24 травня 1912)
- Теодор Кобер (24 травня 1912)
- Ганс Зурен (22 липня 1912)
- Княгиня Євгенія Шаховська (16 серпня 1912)
- Шарлотта Мерінг (7 вересня 1912)
- Бруно Штеффен (9 жовтня 1912)

### 1913
- Герман Райхельт (26 квітня 1913)
- Вальтер Гейдер (9 червня 1913)
- Пауль Діце (4 липня 1913)
- Альберт Ціглер (2 серпня 1913)
- Вальтер Різелер (9 серпня 1913)
- Вільгельм Франкль (20 серпня 1913)
- Еріх Шоєрманн (6 вересня 1913)
- Герман Редер (6 вересня 1913)
- Роланд Кестер (26 вересня 1913)
- Вальтер Гендорф (3 листопада 1913)
- Пауль Опперманн (3 листопада 1913)
- Ріхард Дітріх (8 листопада 1913)
- Вальтер Гефіг (8 листопада 1913)
- Гюнтер Ціглер (15 листопада 1913)
- Франц Штеффен (15 листопада 1913)

### 1914
- Роберт Зоммер (14 лютого 1914)
- Макс Гертнер (18 лютого 1914)
- Фрідріх Крістіансен (27 березня 1914)
- Макс фон Мюллер (20 квітня 1914)
- Ганс Гутермут (28 квітня 1914)
- Курт Вегенер (22 червня 1914)